# Pseudorhabdosynochus americanus
Espèce
Pseudorhabdosynochus americanus est une espèce de monogènes de la famille des Diplectanidae parasites sur les branchies d'un mérou. 

## Systématique
L'espèce a été décrite sous le nom Diplectanum americanum par Emmett William Price (d) en 1937 et transférée dans le genre Pseudorhabdosynochus par Delane C. Kritsky et Mary Beverley-Burton (d) en 1986. L'espèce a été redécrite par Delane C. Kritsky, Bakenhaster et Adams en 2015.

## Description
Pseudorhabdosynochus americanus est un monogène de petite taille. L'espèce a les caractéristiques générales des autres espèces du genre Pseudorhabdosynochus, avec un corps plat et un hapteur postérieur qui est l'organe par lequel le Monogène s'attache à la branchie du poisson-hôte. Le hapteur porte deux squamodisques, un ventral et un dorsal. L'organe copulateur mâle sclérifié, ou "organe tétraloculé" a la forme d'un haricot avec quatre chambres internes, comme chez les autres espèces de Pseudorhabdosynochus. Le vagin inclut une partie sclérifiée, qui est une structure complexe.
Delane C. Kritsky, Micah D. Bakenhaster (d) et Douglas H. Adams (d) ont conclu que Pseudorhabdosynochus americanus se distinguait facilement de ses congénères qui infestent les mérous de la région de l'Atlantique Ouest par son vagin sclérifié, constitué d'un entonnoir distal et de deux chambres à paroi épaisse juxtaposées et relativement grandes.

## Hôtes et localités

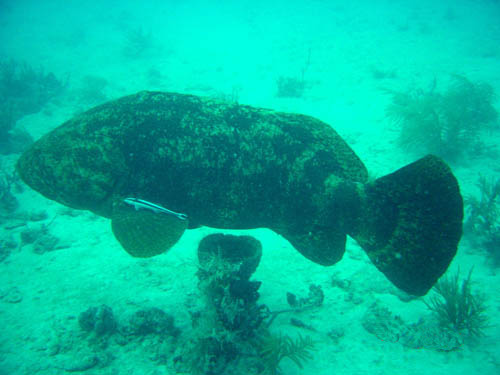
Epinephelus itajara est l'hôte-type et probablement le seul hôte de Pseudorhabdosynochus americanus.

L'hôte-type de Pseudorhabdosynochus americanus est le Mérou goliath de l'Atlantique (Epinephelus itajara). En 2015, Delane C. Kritsky, Bakenhaster et Adams ont énuméré un certain nombre de mentions d’hôtes et de localités non confirmées et erronées et ont conclu que le Mérou goliath de l’Atlantique est le seul hôte naturel de Pseudorhabdosynochus americanus.